# Kritická diskurzivní analýza
Kritická diskurzivní analýza (CDA – z ang. Critical discourse analysis) je typ analýzy diskurzu, který chápe jazyk jako aspekt sociální praxe a zkoumá ho jako součást širšího sociálního konceptu. Snaží se pochopit vztah mezi jazykem a ideologií diskurzu. Tvrdí, že diskurz ovlivňuje a zároveň je určen sociálními strukturami. CDA umožňuje analyzovat spojitost diskurzu a mocenských vztahů.
Kritická diskurzivní analýza je pojem zahrnující mnoho analytických přístupů. Vychází z postdisciplinární logiky, neexistuje však žádná konkrétní disciplína, do které by se dala CDA zařadit. Termín kritická diskurzivní analýza se skládá ze tří pojmů, „kritická“ odkazuje k filozofii, kritické a obecně normativní teorii, „analýza“ k použité obecné metodě a „diskurz“ k objektu, jehož se analýza týká. Pro pojem diskurz rozlišuje kritická diskurzivní analýza dva významy. Za prvé diskurz jako proces a zadruhé diskurz z pohledu Michela Foucaulta, tedy jako strukturovanou fixaci významu. CDA oba významy vidí navzájem spjaté a chce je zkoumat a uvádět do praxe současně.
Snahou CDA nikdy nebylo nabídnout či definovat pouze jednu specifickou teorii. Není pro ní ani charakteristická specifická metodologie výzkumu. Nejedná se o ucelený směr podobně jako u jiných přístupů k diskurzivní analýze. CDA je spíše volnou sítí výzkumníků, jejich teorie a aplikace se ale liší. Velkým zdrojem textů týkajících se CDA je časopis „Discourse and Society“ pod vedením Teun van Dijka. Van Dijk a Ruth Wodak se zaměřují na to, jak je diskurz vnímán, zatímco Fairclough a Jager zkoumají texty samotné a jejich vztah ke společnosti. Podobně jako Foucault se nesoustředí na interpretaci textů.
CDA slouží jako nástroj nabízející jiný pohled napříč celým oborem. Kritický přístup můžeme nalézt i v pragmatice, konverzační analýze, rétorice, sociolingvistice, stylistice a dalších.
Jedna z nejvýznamnějších metod CDA byla vytvořena Normanem Faircloughem.

## Vznik
Některé myšlenky, teze, které se v CDA nachází, vznikly již v době před druhou světovou válkou a vychází z kritické teorie Frankfurtské školy. Na konci 70. let 20. století vznikla teorie nazývaná "kritická lingvistika", a právě z té vychází současné zaměření CDA na jazyk a rozpravu. Tyto dva termíny jsou často zaměnitelné. Metoda vychází rovněž i ze sociální teorie a ovlivnily ji práce Karla Marxe, Antonia Gramsciho, Louise Althussera, Michela Foucaulta, a dalších, a to zejména z důvodu jejich zaměření na zkoumání ideologií a mocenských vztahů či spojení tématu moci a diskurzu. Za hlavní postavu a jednoho ze zakladatelů CDA je považován Norman Fairclough, dalšími osobnostmi, které se významně podílely na tvorbě CDA, jsou např.: Ruth Wodak, Michael Meyer, Teun Adrianus van Dijk.
Jako síť studií, se CDA objevuje na počátku devadesátých let, po sympóziu v Amsterdamu v lednu 1991. Prostor na diskuzi o CDA pro Teuna van Dijka, Normana Fairclougha, Gunthera Kressa, Thea van Leeuvena a Ruth Wodak vytvořila Amsterdamská univerzita.

## Diskurz podle Michela Foucaulta
Michel Foucault se ve svém spisu Archeologie vědění (1969) a přednášce Řád diskurzu (1970) zabývá zejména způsoby kontroly diskurzu z pozice moci. Podle něj diskurz není jenom pouhým souborem reprezentací či textů, ale také sociálních praktik systematicky vytvářejících objekty diskurzu. Foucault pro toto zavedl označení diskurzivní praxe, podle něj by se diskurzy neměly redukovat pouze na jazyk v užití.
Diskurz je tedy utvářen diskurzivní formací, která uvádí obsah diskurzu a nediskurzivní formací, která ovlivňuje způsob utváření a prezentování tohoto obsahu. Zatímco diskurzivní formace říká, co je obsahem diskurzu, nediskurzivní formace má vliv na způsob utváření a prezentování tohoto obsahu. Na způsob jakým o věcech hovoříme, má podle Foucaulta vliv společenské postavení, názorové klimaty a způsoby kategorizování objektů podle dominantního vědění dané doby.

## Faircloughova metoda CDA
Faircloughovo chápání diskursu je trojdimenzionální: text, diskursivní praxe a sociální praxe (Norman Fairclough ve své knize knize Media Discourse z roku 1995 nahradil termín sociální praxe termínem socio-kulturní praxe). Faircloughovo pojetí diskursu představuje formu či aspekt sociální praxe. Fairclough později mění obecné slovo diskurs na semiosis a vytyčuje roli semiosis ve třech různých oblastech:
1. část sociální aktivity v rámci praxe, která konstituuje tzv. žánry
2. reprezentace, které dává vzniknout tzv. diskursům
3. způsob bytí, který konstituuje rozličné styly (např. styl politika nebo celebrity apod.).

Fairclough také analyticky rozdělil CDA do třech samostatných, vzájemně propustných oddílů - deskripce, interpretace a explanace. Toto rozdělení odráží jeho trojdimenzionální pojetí diskursu. 
- Deskripce – Deskripce zkoumá texty za použití lingvistické metody. Základními zkoumanými aspekty jsou dle Fairclougha slovník, gramatika a struktura. Na základě vztahů mezi lingvistickými znaky potom určuje, jakým způsobem působí text na čtenáře.
- Interpretace – Interpretace se zaměřuje na produkci a interpretaci textů. Vyjasňuje, co je pro účastníky známé. Podle Fairclougha je především důležité zjistit kontext, diskurzivní typy a odlišnosti pro různé účastníky.
- Explanace – Zaměřuje se na vztah mezi interpretací a sociálním kontextem. Snahou je vyložit diskurz jako sociální praxi. Fairclough pokládá otázky pro zjištění sociálních determinantů, ideologie a efektu diskurzu.[3]

## Diskurzivně-historický přístup – Diskurz podle Ruth Wodak
DHA - Diskurzivně-historický přístup (jako podtyp CDA) sleduje jak vzájemnou provázanost textu, a to jak v minulosti, tak v přítomnosti a vzájemné propojení diskurzu, tak i mimojazykové sociální/sociologické proměnné, historii organizace nebo instituce a rámec situace. Podrobný popis těchto vztahů je jedním z cílů DHA, Podle nich je možné zjistit jak se diskurzy, žánry a texty v závislosti na sociopolitickém vývoji proměňují. 
Podle Ruth Wodak kritická diskurzivní analýza nemůže byt neutrální, každý analytik totiž ke zvolenému tématu přistupuje z jiné perspektivy. I navzdory tomuto považuje ale kriticko-analytický postoj a výzkum za vědecký. Nemožnost dosáhnout univerzální interpretace R. Wodak vyvažuje cílem dokonale poznat synchronní a diachronní kontext zkoumaného problému. S důrazem na samotného analytika, jehož sebereflexe v průběhu zkoumání je podstatnou zárukou legitimity praxe CDA.
DHA má tři rozměry: prvním je identifikace specifických obsahu nebo témat konkrétního diskurzu, potom přicházejí na řadu diskurzívní strategie (odkaz na wiki heslo), a následně jsou předmětem zkoumání jazykové prostředky a konkrétní kontextové závislé jazykové realizace.
Důkladná diskurzivně-historická analýza ideálně opakovaně postupuje podle osmistupňového plánu:
1. Připomenutí a revize dosavadních teoretických znalostí
2. Systematický sběr materiálu a informací o kontextu
3. Výběr a příprava materiálu pro vlastní analýzu
4. Formulace výzkumné otázky a domněnek
5. Kvalitativní pilotní analýza
6. Detailní případové studie
7. Formulace kritiky
8. Aplikace detailních výsledků analýzy[1]